# Naupacties
Les Naupacties ou Naupactiques (en grec ancien Ναυπάκτια / Naupáktia, en latin Naupactia) est un poème épique perdu de la Grèce antique. Il est parfois désigné sous le nom latin de Carmen Naupactium (« Vers naupactiens »), utilisé par les scholiastes. Naupacte est une cité grecque du golfe de Corinthe.
L'œuvre a probablement été composée entre le VIe et le Ve siècle av. J.-C. Son attribution est incertaine : la plupart des anciens écrivains se référaient simplement à l'« auteur des Naupacties » (cf. par exemple Apollodore, III, 10, 3). Pausanias indique dans sa Description de la Grèce (X, 38, 11) :

« On (...) attribue communément [les Naupacties] à un homme de Milet ; mais Charon, fils de Pythéo, les croit d'un poète de Naupacte même qui se nommait Carcinos ; et le sentiment de cet historien de Lampsaque me paraît plus vraisemblable. Car sur quel fondement et par quelle raison un homme de Milet écrivant sur les femmes aurait-il intitulé son ouvrage les Naupacties ? »

— (Traduction modernisée et corrigée de l'abbé Gedoyn, « texte en ligne »(Archive.org • Wikiwix • Archive.is • Google • Que faire ?))
La longueur de l'œuvre originale n'est pas connue. Dans les éditions critiques actuelles, seules dix lignes du texte ont survécu et on possède moins d'une douzaine de références fragmentaires aux Naupacties. Celles-ci suggèrent que le contenu du poème réservait une large part aux généalogies héroïques : Pausanias (IV, 2, 1) rapproche ainsi l'œuvre du Catalogue des femmes.
Plus de la moitié des fragments ayant été préservés sont consacrés à la geste des Argonautes : celle-ci occupait sans doute une part importante du poème. Les Naupacties ont donc peut-être directement influencé la composition des récits postérieurs sur cette matière (comme la IVe Pythique de Pindare ou les Argonautiques d'Apollonios de Rhodes).

### Éditions
- Consulter la liste des éditions de cette œuvre .

### Études
- Audrey Mondière, Les Naupactia. Les Vers d'Asios, Université de Provence (mémoire de maîtrise), 2001, 173 p. (code : DES gr 352).